# Горяное
Горяное (укр. Горяне), село,
Велико-Бурлукский поселковый совет,
Великобурлукский район,
Харьковская область.
Код КОАТУУ — 6321455106. Население по переписи 2001 г. составляет 363 (177/186 м/ж) человека.

## Географическое положение
Село Горяное находится на правом берегу реки Великий Бурлук, выше по течению расположено село Буряковка, на противоположном берегу пгт Великий Бурлук, к селу примыкает большой лесной массив урочище Неруб (дуб).

## История
- 1750 - дата основания.

## Экономика
- В селе были несколько молочно-товарных и птице-товарная фермы. Но несколько лет назад их закрыли.
- Лесопитомник.
- «МАЯК», сельскохозяйственное ЧП.

## Объекты социальнойсферы
- Больница.
- Спортивная площадка.

## Достопримечательности
- Братская могила советских воинов.
- Региональный ландшафтный парк «Великобурлукская степь». Площадь 2042,6 га. Размещается на территории пгт Великий Бурлук и сёл Катериновка, Червоная Хвыля, Шиповатое, Андреевка, Горяное, посёлок Плоское[1].